# Merkel (Texas)
Merkel ist eine Stadt im Taylor County im US-Bundesstaat Texas in den Vereinigten Staaten. Das U.S. Census Bureau hat bei der Volkszählung 2020 eine Einwohnerzahl von 2.471 ermittelt.

## Geographie
Die Stadt liegt im mittleren Nordwesten von Texas, an der Interstate 20, rund 30 km westlich von Abilene, im Nordwesten des Countys und hat eine Gesamtfläche von 5,1 km².

## Geschichte
Der Ort wurde als Windmill Town um 1880 gegründet, als die Texas and Pacific Railway hier ihre Gleise verlegte. 1881 wurde er umbenannt in Merkel, nach dem ersten Siedler in diesem Gebiet, dem deutschstämmigen S. M. Merkel. 1882 wurde der erste Gemischtwarenladen eröffnet und 1883 das erste Postbüro. Die Einwohnerzahl betrug 25 im Jahr 1885 und 400 im Jahr 1890, als der Ort bereits vier Kirchen und eine Schule besaß. Von 1887 an beherbergte der Ort für vier Jahre ein College, von 1926 bis in die 1960er Jahre ein Krankenhaus. Seit 1890 erscheint die Wochenzeitung Merkel Mail.

## Wirtschaft
Seit seiner Gründung war Merkel von Ackerbau und Viehzucht geprägt. Während die Landwirtschaft weiter eine wichtige Rolle spielt, sind viele Einwohner auch in der Mineralöl-Industrie beschäftigt, oder in der Versorgung des Militärs auf der nahegelegenen Dyess Air Force Base tätig.

## Demografie

### Bevölkerungsentwicklung
| Jahr | Einwohner |
| ---- | --------- |
| 1885 | 25        |
| 1890 | 400       |
| 1897 | 600       |
| 1933 | 1.848     |
| 1940 | 2.005     |
| 1950 | 2.314     |
| 1992 | 2.469     |

### Gegenwart
Nach der Volkszählung im Jahr 2000 lebten hier 2.637 Menschen in 1.012 Haushalten und 719 Familien. Die Bevölkerungsdichte betrug 519,5 Einwohner pro km². Ethnisch betrachtet setzte sich die Bevölkerung zusammen aus 89,42 % weißer Bevölkerung, 1,14 % Afroamerikanern, 0,61 % amerikanischen Ureinwohnern, 0,30 % Asiaten, 0,04 % Bewohnern aus dem pazifischen Inselraum und 6,33 % aus anderen ethnischen Gruppen. Etwa 2,16 % waren gemischter Abstammung und 14,22 % der Bevölkerung waren spanischer oder lateinamerikanischer Abstammung.
Von den 1.012 Haushalten hatten 37,9 % Kinder unter 18 Jahre, die im Haushalt lebten. 54,7 % davon waren verheiratete, zusammenlebende Paare. 13,3 % waren allein erziehende Mütter und 28,9 % waren keine Familien. 25,9 % aller Haushalte waren Singlehaushalte und in 14,7 % lebten Menschen, die 65 Jahre oder älter waren. Die Durchschnittshaushaltsgröße betrug 2,56 und die durchschnittliche Größe einer Familie belief sich auf 3,08 Personen.
28,2 % der Bevölkerung waren unter 18 Jahre alt, 8,3 % von 18 bis 24, 27,0 % von 25 bis 44, 20,7 % von 45 bis 64, und 15,8 % die 65 Jahre oder älter waren. Das Durchschnittsalter war 36 Jahre. Auf 100 weibliche Personen aller Altersgruppen kamen 88,2 männliche Personen. Auf 100 Frauen im Alter von 18 Jahren und darüber kamen 80,3 Männer.
Das jährliche Durchschnittseinkommen eines Haushalts betrug 29.083 USD, das Durchschnittseinkommen einer Familie 34.250 USD. Männer hatten ein Durchschnittseinkommen von 30.000 USD gegenüber den Frauen mit 16.620 USD. Das Prokopfeinkommen betrug 13.292 USD. 13,6 % der Bevölkerung und 9,9 % der Familien lebten unterhalb der Armutsgrenze. Davon waren 14,6 % Kinder und Jugendliche unter 18 Jahren und 14,0 % waren 65 oder älter.